# Gottlieb Bindesbøll
Michael Gottlieb Birckner Bindesbøll (5 de septiembre de 1800, Ledøje, Dinamarca - 14 de julio de 1856, Frederiksberg, Dinamarca) fue un arquitecto danés activo durante la Edad de Oro danesa en la primera mitad del siglo XIX. Más conocido por su diseño del Museo Thorvaldsen en Copenhague, fue una figura clave en el cambio estilístico en la arquitectura danesa del clasicismo tardío al historicismo. Fue padre del diseñador Thorvald Bindesbøll y la artista textil Johanne Bindesbøll.

## Biografía

### Nacimiento, infancia y estudios
Gottlieb Bindesbøll nació en Ledøje, un pueblo a 20 km al oeste de Copenhague. Primero se formó como constructor de molinos de viento con la intención de convertirse en ingeniero. Simultáneamente, de 1817 a 1823, estaba tomando clases nocturnas en la Real Academia de Bellas Artes de Dinamarca para aprender a dibujar.
Asistió a conferencias de Hans Christian Ørsted, el científico natural, quien en 1822 lo invitó a un viaje por Alemania y Francia. Allí, Bindesbøll se familiarizó con el clasicismo de Karl Friedrich Schinkel. En sus viajes, los dos hombres también visitaron al poeta alemán Wolfgang von Goethe en Weimar, y conocieron al arquitecto y arqueólogo François-Christian Gau, quien presentó a Bindesbøll sus estudios de policromía en la arquitectura clásica.
De vuelta en Dinamarca, Bindesbøll comenzó a trabajar como arquitecto residente para el inspector real de construcción Jørgen Hansen Koch. También continuó sus estudios en la Academia hasta 1833, cuando ganó la gran medalla de oro de la Academia.

### Viajes por Europa

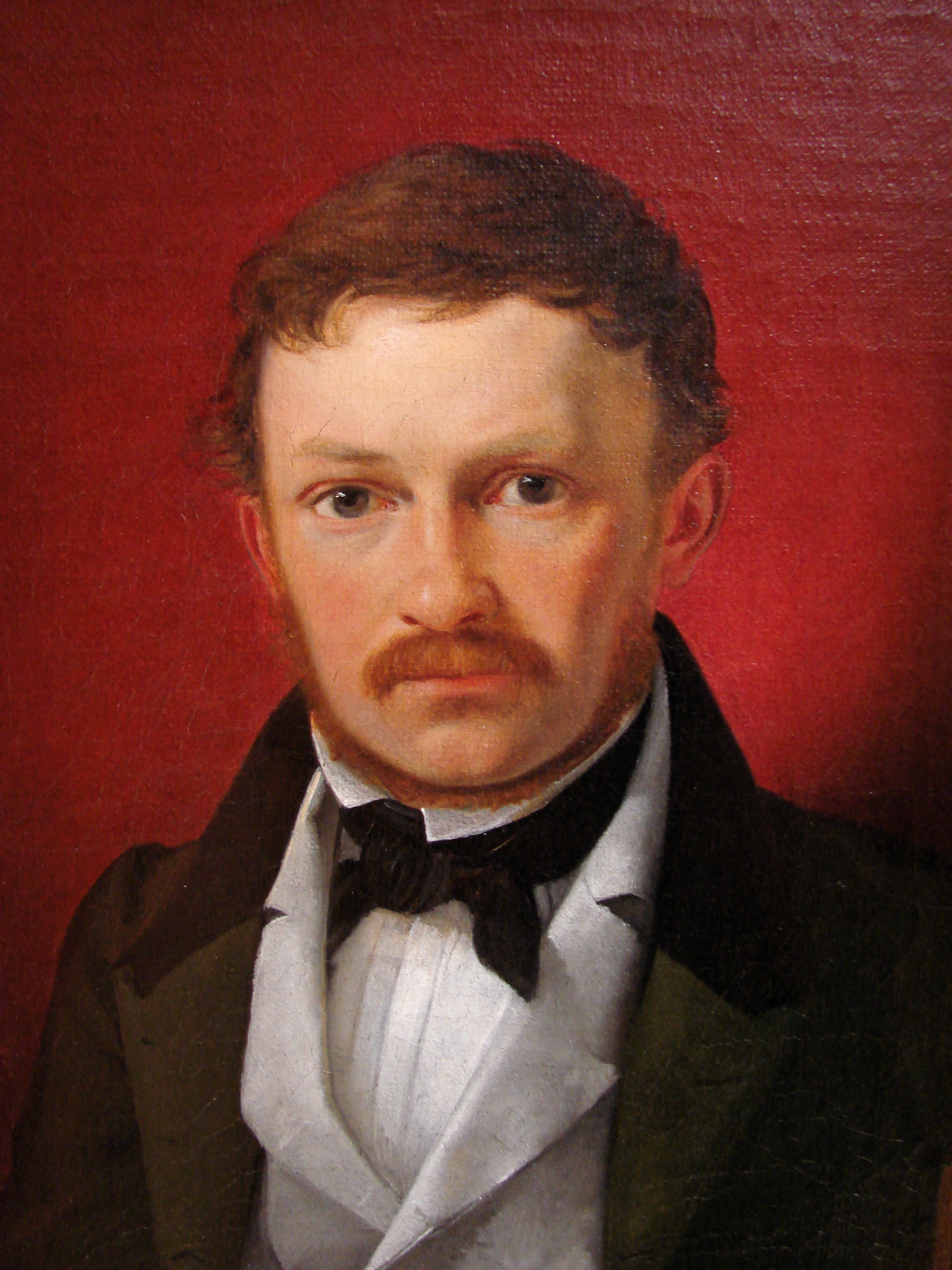
Retrato pintado por Ditlev Blunck, en 1837.

En la Academia sintió especial interés en las conferencias de Høyen y las enseñanzas de Freund. La tarea para la gran medalla de oro era "hacer una iglesia principal luterana", que resolvió en un estilo neogótico, algo nuevo que despertó tanto entusiasmo como resistencia. Recibió una gran beca de la Academia y viajó al sur en 1834, donde durante cuatro años realizó estudios diligentes y extensos en Grecia e Italia. Primero pasó por las ciudades alemanas de Berlín, Meissen y Dresde, luego viajó por varias importantes ciudades italianas como Milán, Verona, Venecia, Florencia y se detuvo en una primera estancia en Roma.
En Roma se unió a la colonia de artistas daneses que, con Bertel Thorvaldsen como figura central, residió en la ciudad durante esos años. También visitó el sur de Italia por Nápoles, Pompeya, Paestum y Sicilia;  y, junto con el pintor Martinus Rørbye, uno de los compatriotas que conoció en Roma, continuó a Grecia al año siguiente. En Atenas tuvo la oportunidad de estudiar la policromía de los templos de la Acrópolis que Gau le había presentado por primera vez hace más de una década. Bindesbøll y Rørbye también visitaron la Constantinopla del Imperio Otomano antes de regresar a Roma en 1836. Se mantuvo en Roma durante dos años, entre 1836 y 1838, donde fue presentado por Ditlev Blunck a grandes artistas daneses, como Wilhelm Marstrand, Albert Küchler, Constantin Hansen y Jørgen Sonne.

### Regreso a Dinamarca
A su regreso a casa en 1838, fue contratado por el gobierno de inmediato, y en 1839 se le asignó la tarea de presentar una propuesta de un museo para presentar las obras del escultor Bertel Thorvaldsen, que habían sido donadas a la ciudad de Copenhague. 
En 1845 se casó con Andrea Frederikke Andersen, con quien tuvo dos hijos y dos hijas. Ella era hija del maestro de seminario Rasmus Andersen. En 1847, Bindesbøll fue nombrado inspector real de edificios en Holstein, aunque tuvo que renunciar en 1849 a causa de la primera guerra de Schleswig entre el Reino de Dinamarca y la Confederación Germánica liderada por Prusia. Entonces fue contratado como inspector de Jutlandia, con residencia en Aarhus, y finalmente en Copenhague, en 1851. Se convirtió en profesor titular en 1853 y de la Academia en 1856. Murió el 14 de julio de 1856 y fue enterrado en el cementerio Frederiksberg Ældre Kirkegård.
Hay un retrato de Bindesbøll realizado en 1849 por Constantin Hansen (en el Museo Nacional de Historia del palacio de Frederiksborg), la pintura de ese dibujo realizada en 1849 (en el Museo Thorvaldsen), otra pintura de 1867 (en la Colección Hirschsprung) y una pintura al óleo del arquitecto realizada en 1834 por Wilhelm Marstrand (en la Galería Nacional de Dinamarca).

## Obra

### Primeras obras
De entre las primeras tareas encomendadas a Bindesbøll, destaca la remodelación del Palacio Brockdorff en 1826.

### Museo Thorvaldsen

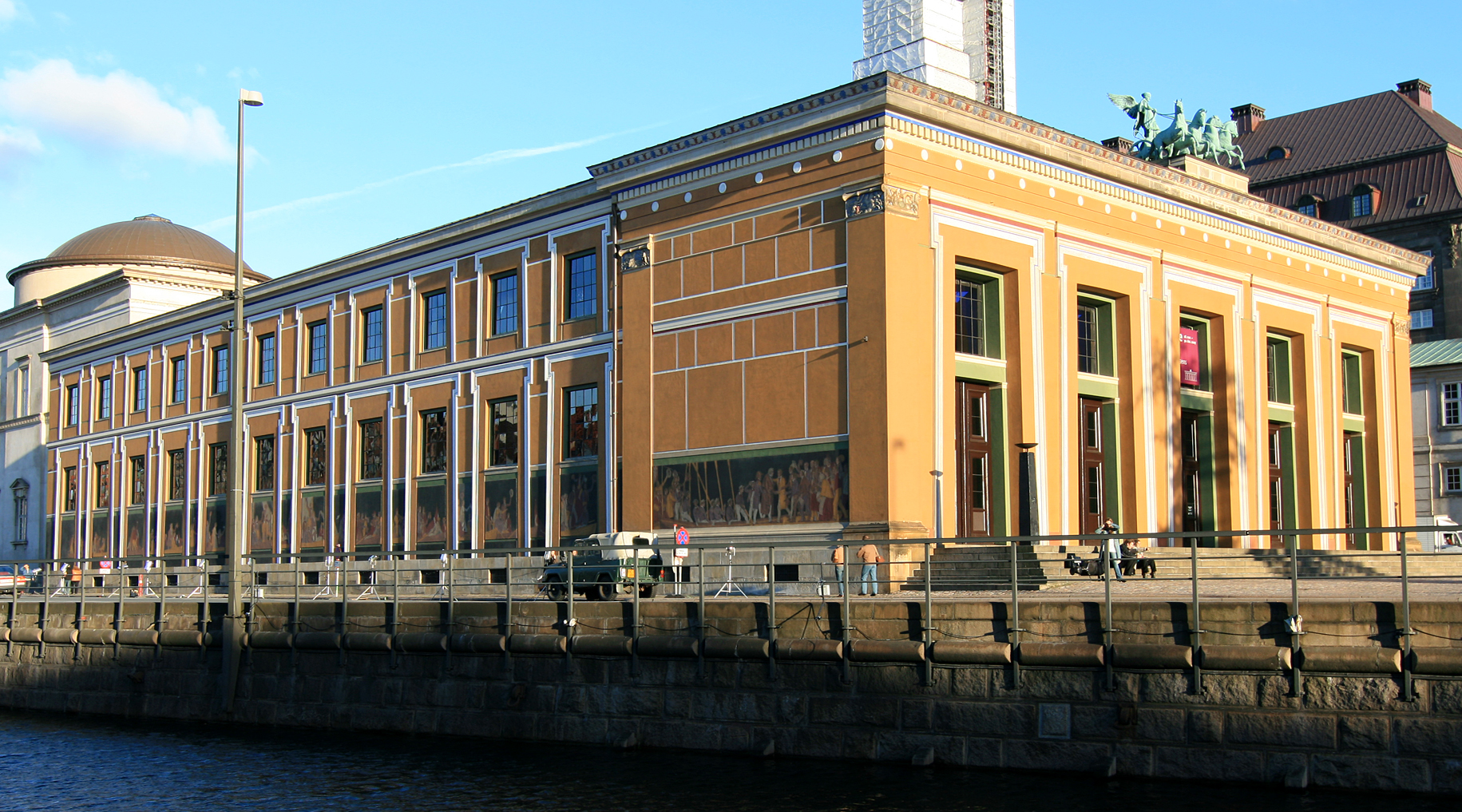
El Museo Thorvaldsen en la isla Slotsholmen, en el centro histórico de Copenhague.

En 1833, se hablaba en Copenhague de establecer un museo para resguardar las obras del escultor danés/islandés Bertel Thorvaldsen, si aceptaba legar sus colecciones a su tierra natal. Jonas Collin, un abogado interesado en el arte y la cultura, despertó el interés del rey Federico VI de construir un museo para Thorvaldsen y le pidió a Bindesbøll (sobrino de Collin) que hiciera algunos bocetos para el edificio cuya ubicación aún no se había decidido. Los diseños de Bindensbøll finalmente se destacaron de la competencia de otros arquitectos por la comisión de transformar patio de carruajes reales del palacio de Christiansborg en un museo dedicado a Thorvaldsen. La remodelación del mismo fue iniciada en el año 1839, finalizando casi una década después, en el 1848.
El edificio multicolor muestra un alejamiento de la arquitectura simple del neoclasicismo, que había caracterizado la cultura de la construcción a principios de siglo dirigida por la arquitectura de C. F. Hansen. Bindesbøll liberó al edificio de su entorno, tal como Thorvaldsen había liberado la escultura de la arquitectura. Emuló la construcción del Erecteón y el Panteón como edificios independientes diseñados para ser vistos desde un punto de vista diagonal, liberados del plan urbano tradicional de callejones cerrados. Esta nueva percepción libre del espacio sirvió como principio rector para las ciudades y edificios del futuro.

### Obras posteriores

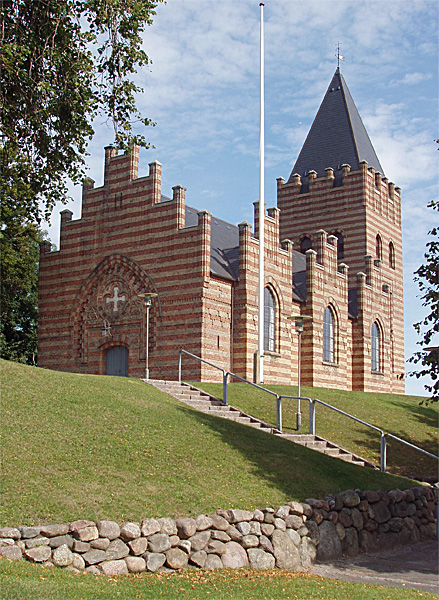
La iglesia de Hobro, en la ciudad norteña de Hobro, finalizada en 1852.

El pueblo de Hobro tenía una iglesia medieval que duró hasta 1848, cuando el edificio se encontraba tan dañado que tuvo que ser removido. Entonces, Bindesbøll recibió la tarea de diseñar una nueva iglesia en el sitio de la antigua iglesia en 1850-52. La arquitectura era una combinación de estilos históricos con características góticas tardías y bizantinas. Las columnas puntiagudas de los hastiales, llamados pináculos, se inspiraron en una extensión de la Catedral de Roskilde, y las bandas amarillas y rojas de ladrillo son vistas por expertos como un efecto policromado que refleja la arquitectura bizantina de Grecia.
En el 1852 finalizó la construcción del asilo Jydske en Risskov, Aarhus, ideado para estar alejado de las ciudades, ofreciendo un paisaje aislado y tranquilo. También recibió la tarea de construir una institución mental en Selandia para 120 pacientes curables, siendo finalmente ubicada en la península de Oringe. El hospital psiquiátrico de Oringe tenía un estilo similar al asilo Jydske, pero más simple, y fue finalizado para el año 1857.
También le fue encargada la construcción del edificio principal de la nueva Real Universidad de Agricultura y Veterinaria (KVL). El edificio principal original de tres alas (con la pérgola) en Bülowsvej al 17 fue construido entre 1856 y 1858, como así también dos alas separadas que se construyeron en la calle Grønnegårdsvej. En 1895, el edificio principal se amplió con una cuarta ala, diseñada por Johannes Emil Gnudtzmann, y un patio central.

## Galería
|                                             |
| Ayuntamiento de la comuna de Møn, en Stege. |

|                                         |
| Asilo Jydske en Risskov, Aarhus (1852). |

|                                                                                  |
| Den Gule Cottage ("Cabaña Amarilla"), en el Klampenborg Spa, Klampenborg (1844). |

|                                                                               |
| Den Roede Cottage ("Cabaña Roja"), en el Klampenborg Spa, Klampenborg (1844). |

|                                 |
| Brumleby, Copenhague (1853–57). |